# Sabkhat El Melah
Sabkhat El Melah o sabkha d'El Melah (àrab: سبخة المَالَح, sabẖat al-Māliḥ) és una llacuna salada o sabkha de Tunísia situada a la governació de Médenine, delegació de Zarzis de la qual forma el seu límit sud. És llarga (23 km d'oest a est) i té una amplada mitjana de 8 km. Té una superfície d'uns 185 km². La ciutat principal a la seva rodalia és Zarzis, uns 8 km al nord. Queda a uns 3 o 4 km de la costa, del Ras Lemsa i del jaciment arqueològic de Naouara. Al nord-oest hi ha les viles d'El Ghrabet i Ennabhana.